# Iuliu Barasch

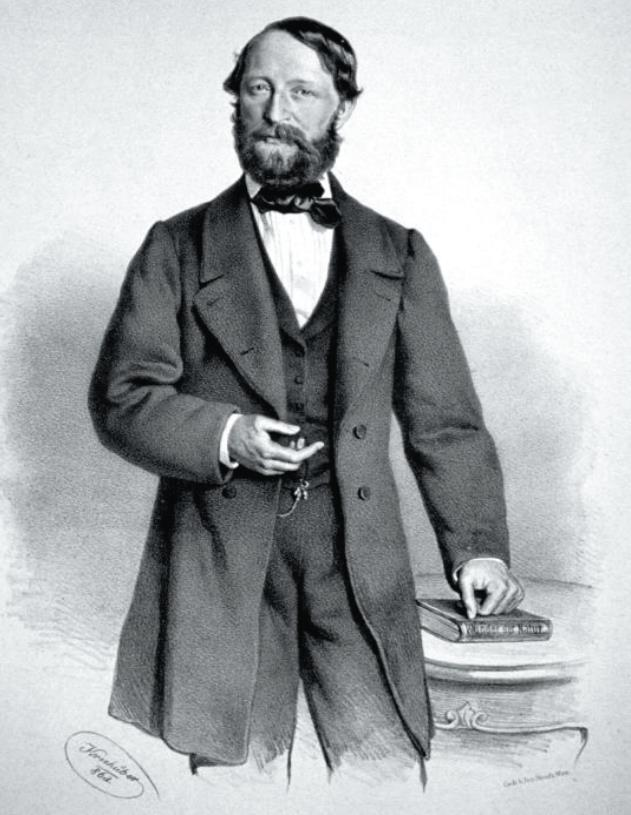
Josef Kriehuber: Jules Barasch (1863)

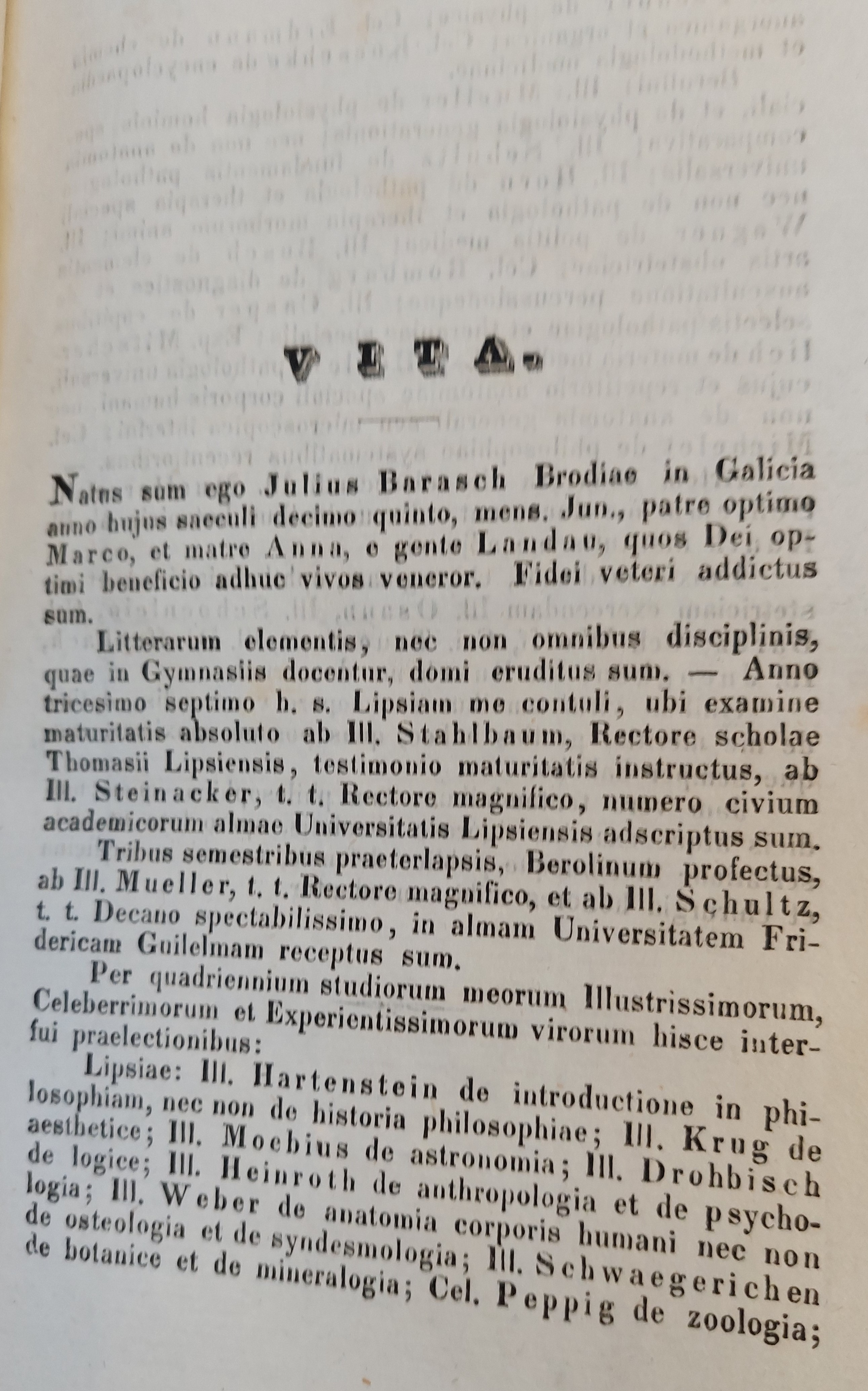

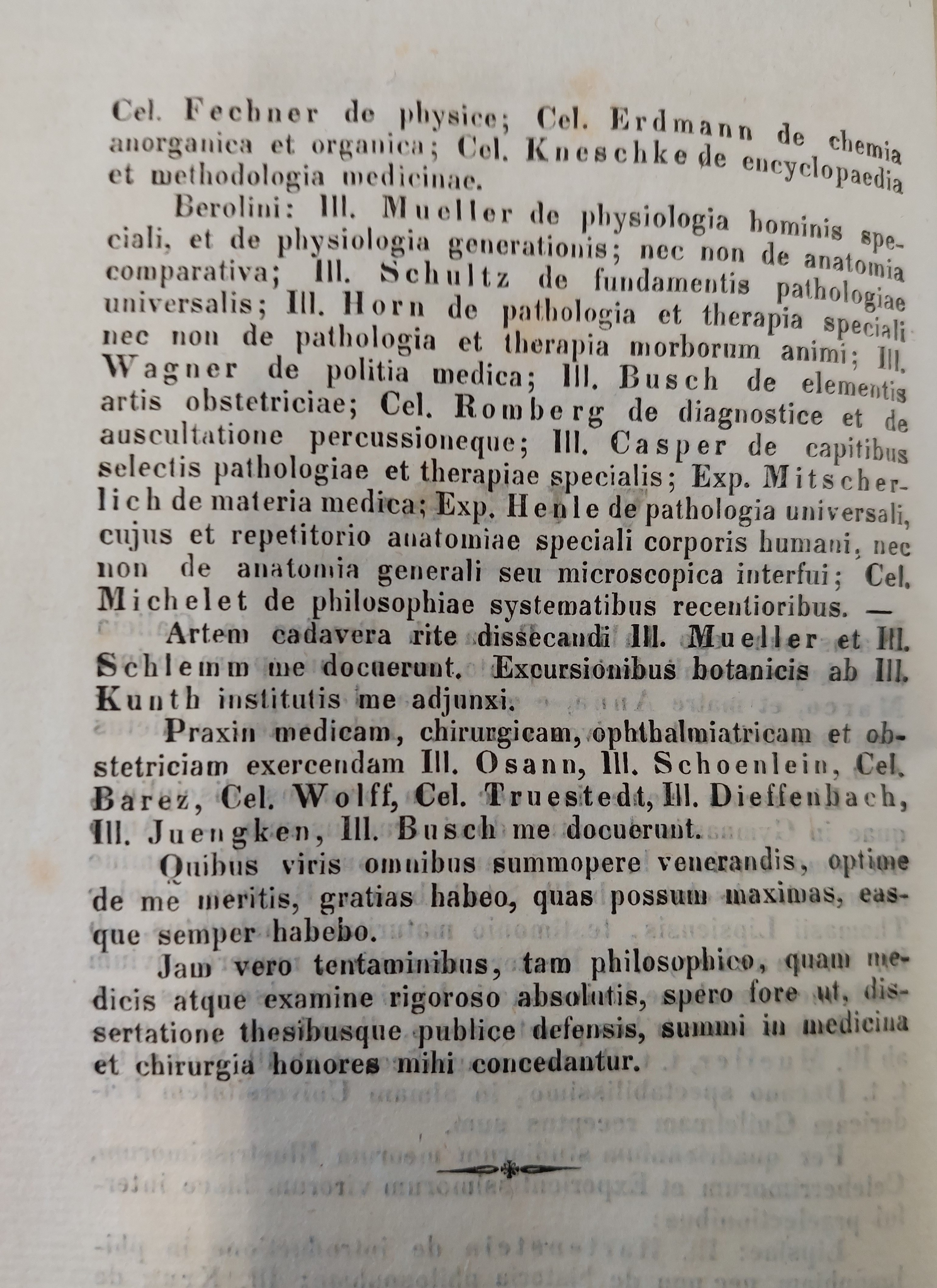
Curriculum vitae

Iuliu Barasch, auch Julius (geboren 9. Juni 1815 in Brody, Kaisertum Österreich; gestorben 31. März 1865 in Bukarest, Fürstentum Rumänien), war ein rumänischer jüdischer Arzt und Schriftsteller. Wegen seines Eintretens für die Haskala wird er als der „rumänische Moses Mendelssohn“ bezeichnet.

## Leben
Jehuda ben Mordechai Barasch wuchs in Galizien und in Jassy im Fürstentum Moldau auf. Er studierte ab 1836 Philosophie an der Universität Leipzig und wechselte 1839 zum Medizinstudium, das er 1841 mit der Dissertation Sinopsis impetiginum sau Conspectus omnimium morborum cutis chronicorum an der Berliner Universität abschloss. Da er in Jassy keine ärztliche Zulassung erhielt, ging er in die Walachei nach Bukarest und wurde Quarantänenarzt in Călărași. Er wechselte 1845 nach Craiova und kam 1851 nach Bukarest. Neben der ärztlichen Tätigkeit lehrte Barasch dort Naturgeschichte am Lyceum „Colegiul Sfântul Sava“ und 1856 bis 1863 Medizin an der Medizinischen und Pharmazeutischen Hochschule. 1858 schuf er die erste Kinderklinik Rumäniens.
Barasch gründete 1856 die erste populärwissenschaftliche Zeitschrift Rumäniens Isis sau Natura, 1857 war er Mitgründer der Zeitung Israelitul Român, die rumänisch- und französischsprachige Artikel druckte. Er publizierte naturwissenschaftliche Bücher für ein Lesepublikum und bemühte sich um eine naturwissenschaftliche Terminologie im Rumänischen.
Barasch wurde zum Motor der Haskala unter den Juden Rumäniens und wurde 1851 Direktor der ersten öffentlichen jüdischen Schule in Bukarest, die Unterrichtssprache dort war Deutsch. Er plante eine hebräische Enzyklopädie, die aber über den 1856 erschienenen ersten Band zur Philosophie nicht hinauskam. Er war 1862 an der Gründung der literarischen Gesellschaft „Societatea de Cultură Israelită“ beteiligt und bis zu seinem Lebensende ihr Vorsitzender.
In Bukarest ist eine Straße nach ihm benannt, an der das  Staatliche Jüdische Theater liegt, das 1941 unter dem Namen Barascheum gegründet wurde. In dem Stadtviertel liegt auch die Baraşeum clinic.

## Schriften (Auswahl)

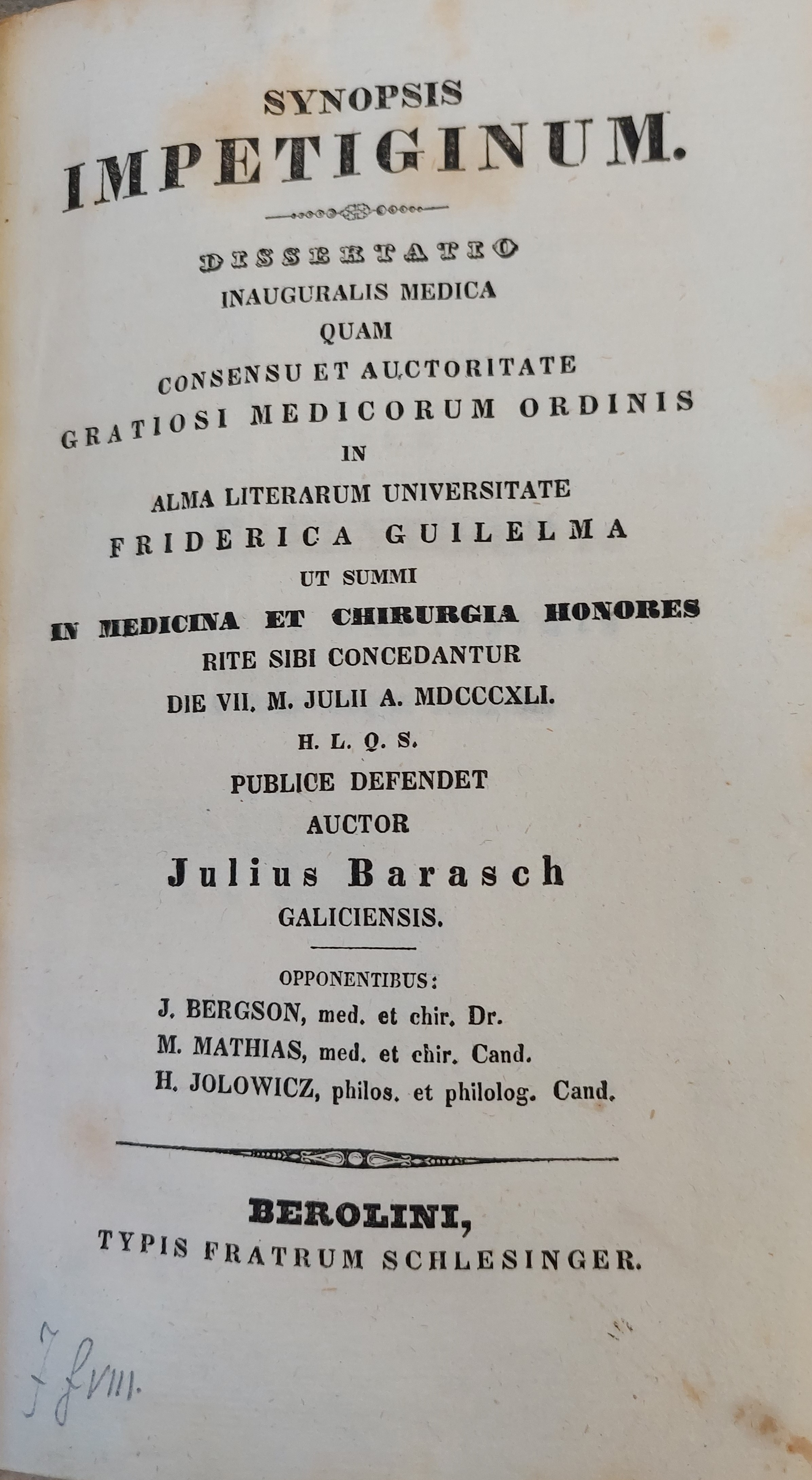
Synopsis impetiginum 1841

Schriften in Hebräisch sind hier nicht aufgeführt
- Synopsis impetiginum. Dissertation. Berlin, 1841.
- Gedanken über die Religionsphilosophie des Judenthums. In: Der Orient Review. 1841.
- Wanderungen durch das Krakau'sche, Galizien, Bukowina, Moldau und Wallachei. In: Allgemeine Zeitung des Judenthums. Leipzig 1843.
- Minunile naturei. (3 Bände 1850–1852).
- Despre unele din institutele filantropice din Europa. 1853.
- Evreii din Moldova și Valachia. Studiu istorico-social. 1854
- Etwas über die gegenwärtigen Verhältnisse der Juden in den beiden Donaufürstenthümern (Moldau-Walachei). 1854
- Mineralogia, după Belez. 1854.
- Despre asfixie sau leșin. 1854.
- Botanica, după Belez. 1856.
- Cursul de igienă populară. 1857.
- Zoologia. 1857.
- Debora. Drama. 1858.
- ISIS sau Natura: Jurnal pentru răspândirea științelor naturale și exacte în toate clasele. Bukarest : Tipografia Colegiului Național, 1858.
- Cărticica altoiului. 1859.
- Manual de botanică silvică.  Niphon, Bukarest 1861.
- Curs elementar de istorie naturală. 3 Bände. 1862.